# 預託等取引に関する法律
預託等取引に関する法律（よたくとうとりひきにかんするほうりつ）は、現物まがい商法の規制に関する日本の法律である。2021年までは特定商品等の預託等取引契約に関する法律で、特定商品預託法とも呼ばれていた。
法令番号は昭和61年法律第62号、1986年（昭和61年）5月23日に公布された。

## 構成
- 第1章　総則（第1条・第2条）
- 第2章　預託等取引
  - 第1節　預託等取引に関する規制（第3条 - 第6条）
  - 第2節　預託等取引契約の解除等（第7条・第8条）
- 第3章　販売を伴う預託等取引の禁止等
  - 第1節　勧誘等の禁止等（第9条 - 第13条）
  - 第2節　契約の締結等の禁止等（第14条 - 第16条）
  - 第3節　販売を伴う預託等取引に関する解除等の特則（第17条）
- 第4章　違反に対する措置等（第18条 - 第25条）
- 第5章　雑則（第26条 - 第31条）
- 第6章　罰則（第32条 - 第38条）
- 附則

## 概要
この法律は、預託等取引に係る預託者が受けることのある損害の防止に関する規制を定めるとともに、販売を伴う預託等取引を原則として禁止する等の措置を講ずることにより、預託者の利益の保護を図ることを目的とする（法1条）。1980年代後半に生じたバブル経済の中で、資産形成取引（いわゆる販売預託商法、現物まがい商法など）に伴う問題が急増し、豊田商事事件に代表されるような悪質な事件が起こったため、これに対応する法令として整備された。
法律の内容は、預託等取引の契約にあたっては、契約内容を記した書面の交付、契約の締結又は更新についての勧誘の制限、不当な行為等の禁止、預託等取引契約の解除（クーリングオフ）などを定め、預託等取引業者に対しては書類の閲覧、経済産業大臣による業務停止命令、報告及び立入検査などを定める。また、書面の不交付など違反行為に対しては罰則を規定する。
主務大臣は内閣総理大臣であり、その権限は消費者庁長官への委任（第13条の2）されている。担当は、消費者庁取引対策課。消費者庁設置のとき各産業所管省より移管された。

## 2021年改正
本法は、2021年（令和3年）6月16日に公布された「消費者被害の防止及びその回復の促進を図るための特定商取引に関する法律等の一部を改正する法律（令和3年法律第72号）」により改正され、改正法は公布の日から起算して1年を超えない範囲内において、別途政令で定める日から施行される予定である。
- 指定商品制を廃止し、（信託など他法による規制がある形態を除いて）すべての物品について規制対象とする（改正後の第2条第1項）
  - このため、題名も「預託等取引に関する法律」と改正される
- 販売を伴う預託取引は、（消費者庁が個別に確認したものを除いて）原則として禁止される（改正後の第1条、第9条、第14条など）
  - 禁止された取引については、民事的にも無効とする（改正後の第14条第3項）